# Comtoise-Uhr

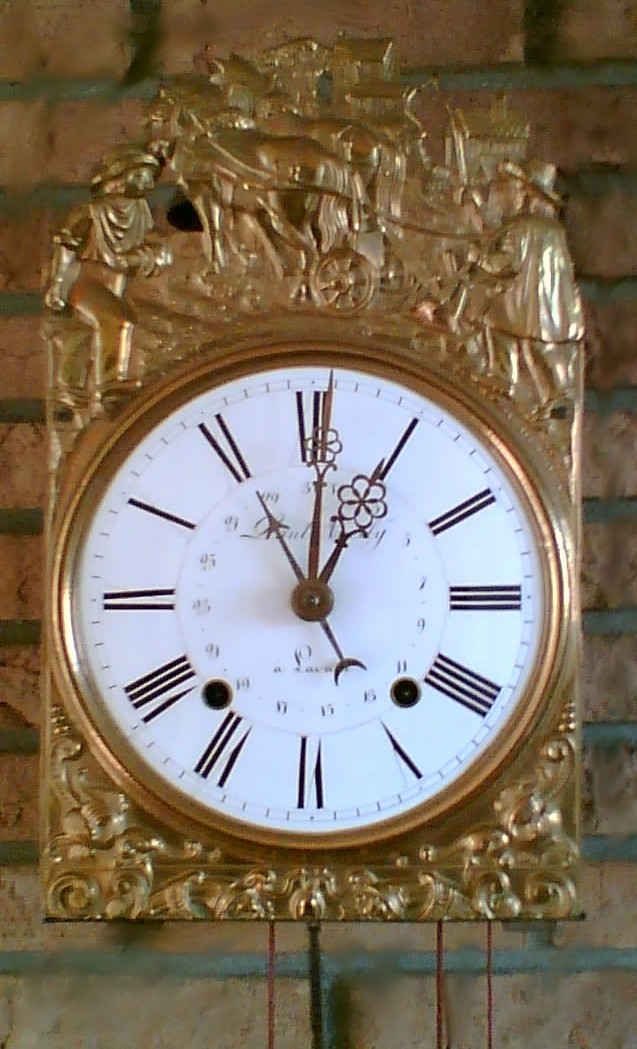
Comtoise-Uhr

Eine Comtoise-Uhr (kurz: Comtoise, auch Burgunder Uhr und Morbier-Uhr genannt) ist eine französische Pendeluhr aus der französischen Region Franche-Comté. Sie wurde von etwa 1680 bis zum Ende des 19. Jahrhunderts in der Nähe von Morez hergestellt. Bis etwa 1950 war sie außerhalb Frankreichs kaum bekannt. Mittlerweile gilt sie als beliebtes Sammelobjekt bei Antiquitätenliebhabern. Typisch ist ihr Rechenschlagwerk und ihr sehr lauter Stundenschlag.

## Geschichte
Die Comtoise war ursprünglich für einfache Haushalte bestimmt, die lediglich eine Uhr besaßen. Ihr lauter Schlag war im ganzen Haus zu hören.

### 18. Jahrhundert
Aus Gründen der besseren Transportfähigkeit bestand das Pendel dieser Uhren aus einer Bleibirne, die an einer aus zahlreichen Gliedern zusammengefügten Drahtkette hing. Die Gewichte, welche aufgrund der Konstruktion des Uhrwerks i. d. R. jeweils rund fünf Kilogramm wogen, konnten alleine aus diesem Grunde nicht transportiert werden, sondern wurden beim ortsansässigen Schmied individuell gefertigt. Das Aussehen der Comtoisen dieser Zeit war geprägt von dem typischen schwarzen, fast würfelförmig wirkenden Gehäuse und dem gewölbten Email-Zifferblatt mit Bronze-Applikationen. Als Aufsatz oder Bekrönung diente ebenfalls eine Bronze-Applikation, meist in Form des gallischen Hahns, weswegen diese Uhren in Fachkreisen auch „Hähnchenuhr“ genannt werden. Rechts und links befanden sich Blechtüren, die einen Einblick auf das Werk erlaubten.
Das Werk bestand aus meist vier Werkspfeilern, in welche die großen Messingräder mit Trieben eingesetzt waren. Als Hemmung diente die Spindelhemmung. Der Gewichtsantrieb für Gang- und Schlagwerk wurde mit Seilen betrieben. Die Hähnchenuhr verfügte bereits über ein Repetierwerk, d. h., die geschlagene Stunde wurde nach zwei Minuten nochmals wiederholt. Dies war besonders in der Nacht praktisch, wenn man zwar vom Schlag der Uhr geweckt wurde, die Anzahl der Schläge aber nicht mitbekommen hatte.

### 19. Jahrhundert
Die Uhren des 19. Jahrhunderts unterschieden sich zunächst nur unwesentlich von ihren Vorgängern. Statt der Bronze-Applikationen umgaben nun geprägte Messingschilder mit teilweise wunderschönen Motiven das nach wie vor aus Email bestehende Zifferblatt. Das Werk hatte sich zum Vorderschwinger verwandelt, d. h., bei den jetzigen Uhren schwang das Pendel vor statt hinter den Gewichten. Die Spindelhemmung indes war geblieben. Neu war auch das Faltpendel, welches aus Gründen der bereits beschriebenen Transportprobleme aus einer zusammenfaltbaren Metallstange bestand. Die Bleibirne war einer dekorativen, aus Messing bestehenden Pendellinse gewichen. Neben dem Schmied hatte sich nun auch der ortsansässige Schreiner mit der Comtoise befasst. Die Herstellung von dekorativen Holzgehäusen, welche die Comtoise nunmehr von der klassischen Wand- bzw. Stuhluhr um eine Standuhr ergänzten, gehörte fortan zu seinen Aufgaben. Bedingt durch den weiten Pendelausschwung war das Holzgehäuse einer Comtoise von einer bauchigen Form geprägt. Die Gehäuse bestanden in der Spätzeit dieser Uhren meist aus Weichholz das mit einer dekorativen Bemalung versehen wurde. Diese Gehäuse gingen später häufig verloren, so dass auch viele spätere Werke, die ursprünglich für ein Gehäuse bestimmt waren, heute als Wanduhren ohne Gehäuse benutzt werden.
Zu weiteren Veränderungen im 19. Jahrhundert gehörte die Einführung des Lyra-Pendel und des Prunkpendels aus geprägtem Messingblech. Letzteres war in verschiedenen Ausführungen mit einem Automaten versehen, bei dem meist eine handwerkliche Szene dargestellt wurde, deren Figuren sich im Takt des Pendels bewegten. Motive und Bemalung von Prunkpendel und Zifferblatteinfassung einer Uhr waren auf einander abgestimmt. Die Verwendung der wesentlich schwereren Lyra- und Prunkpendel machte fortan die Ankerhemmung erforderlich, da die Spindelhemmung für das höhere Gewicht der Pendel nicht mehr die notwendige Kraft zum Vortrieb liefern konnte.
Nach dem Zweiten Weltkrieg wurden die Comtoise-Uhren als Antiquitäten beliebt, vor allem in den 1970er Jahren gelangten viele Exemplare durch den Handel nach Deutschland. Besonders frühe Exemplare oder solche mit besonderen Funktionen (Viertelstundenschlag, Datumsanzeige, Monatsläufer, Automaten usw.) sind auch heute noch gesuchte Sammlerstücke. Da dieser Uhrentyp lange Zeit zu recht hohen Preisen gehandelt wurde, sind auch stark ergänzte oder ganz aus Einzelteilen unterschiedlicher Herkunft neu zusammengebaute Stücke im Umlauf (Mariage).